# Tmarus caxambuensis
Tmarus caxambuensis là một loài nhện trong họ Thomisidae.
Loài này thuộc chi Tmarus. Tmarus caxambuensis được Cândido Firmino de Mello-Leitão miêu tả năm 1929.